# 中梁乡 (巫溪县)
中梁乡，是中华人民共和国重庆市巫溪县下辖的一个乡镇级行政单位。

## 行政区划
中梁乡下辖以下地区：
银水村、中梁村、双河村、石锣村、河口村、石坪村和星溪村。